# Hiromi Suzuki
Hiromi Suzuki (Chiba, 6 de dezembro de 1968) é uma ex-atleta japonesa, campeã mundial da maratona no Campeonato Mundial de Atletismo de 1997 em Atenas, Grécia. 